# 黄铃杜鹃
黄铃杜鹃（学名：Rhododendron xanthocodon）为杜鹃花科杜鹃花属下的一个种。

## 扩展阅读
- 維基物種上的相關：黄铃杜鹃